# BJA: British Journal of Anaesthesia
BJA: British Journal of Anaesthesia is een internationaal, aan collegiale toetsing onderworpen wetenschappelijk tijdschrift op het gebied van de anesthesiologie. De naam wordt in literatuurverwijzingen meestal afgekort tot Br. J. Anaesth. Het wordt uitgegeven door Oxford University Press namens het Britse Royal College of Anaesthetists en verschijnt maandelijks. Het eerste nummer verscheen in 1923.